# 覚王山

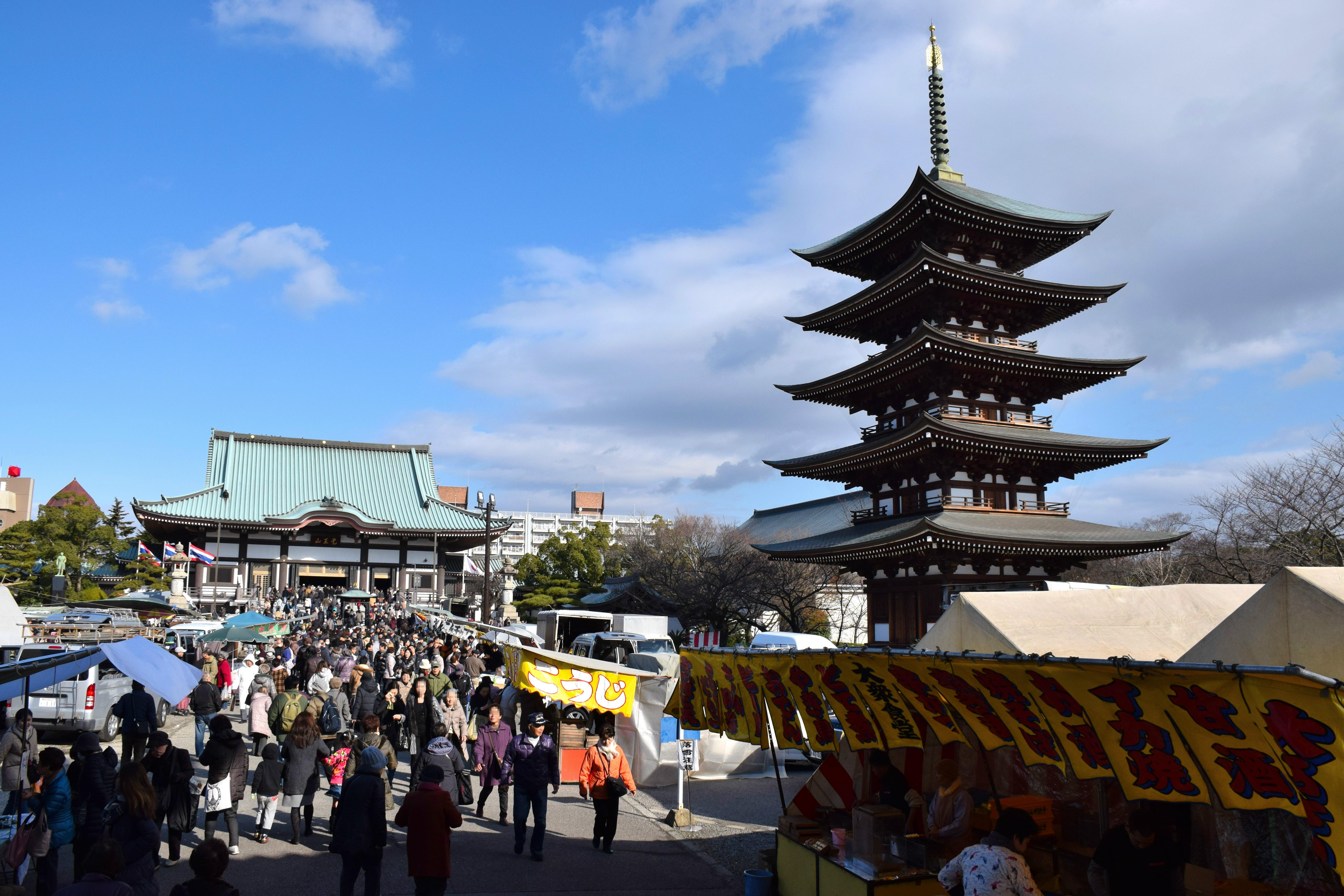
覚王山日泰寺

覚王山（かくおうざん）とは、愛知県名古屋市千種区にある覚王山日泰寺の周辺地区をいう。

## 概要
1904年（明治37年）に創建された覚王山日泰寺を核として行楽地として発展した地区である。参詣客の輸送のため名古屋市街とを結ぶ路面電車が敷設され、電停や参道を中心に商店街が形成された。また、都市化の進展により、周辺は高級住宅街となった。1960年代には路面電車に代わって地下鉄が開通し、覚王山駅が設けられた。

## 歴史
1898年（明治31年）にイギリス領インド帝国の支配下にあったピプラーワーで仏舎利、すなわち釈迦の遺骨が見つかった。この遺骨はシャム（現在のタイ王国）に贈与され、更にシャム国王ラーマ5世によりセイロン、ビルマに加えて日本にも分与されることになった。日本では紆余曲折を経て安置する場所が名古屋、田代村に決まり、1904年（明治37年）11月に覚王山日暹寺（現在の覚王山日泰寺）が創建された。
覚王山日暹寺の参道は行楽地として発展し、寺の周辺は山号に因んで覚王山と呼ばれるようになった。
参詣客の輸送を目的として名古屋電気鉄道は1911年（明治44年）8月に覚王山線を開通させ、翌1912年5月に名古屋市内の路線網と接続した。覚王山線は田代以東からの利用もあり、電停の周辺に商店街が形成された。1921年（大正10年）に田代を含む東山村は名古屋市に編入された。翌1922年に覚王山線は市営化され、当時の覚王山線の終点で覚王山日暹寺最寄りの月見坂停留所は覚王山停留所に改称された。1930年代から1940年代にかけて千種町と田代町で町名町界変更が行われ、覚王山線の沿線に覚王山通が成立した。また、覚王山日暹寺を含む土地には法王町、参道の沿線には山門町と、それぞれ覚王山日暹寺に因む町名がつけられた

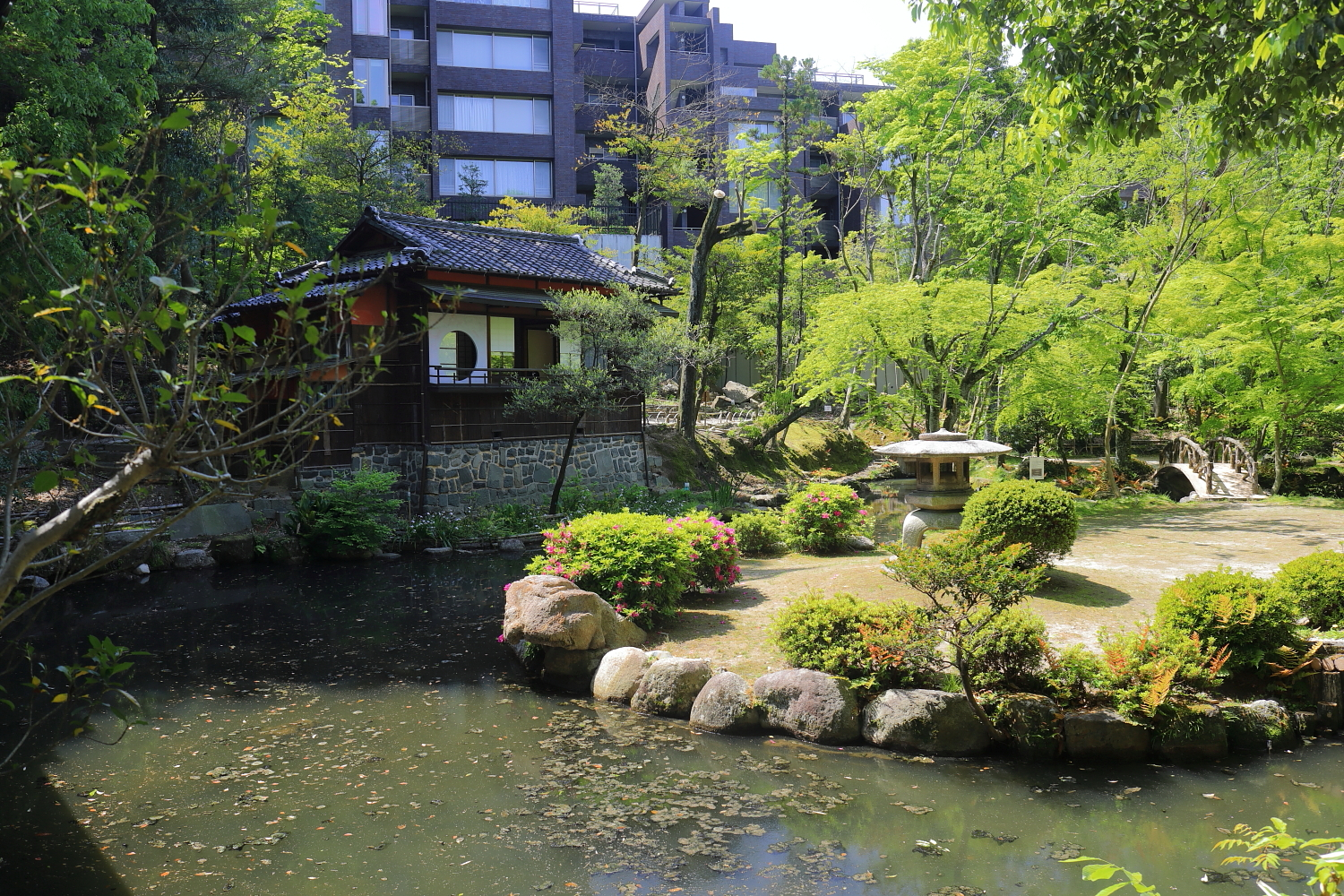
揚輝荘 三賞亭と北庭園

周辺地区は別宅地や住宅地として発展し、高級住宅地を形成するに至った。たとえば、いとう呉服店（後の松坂屋）を株式会社として初代社長を務めた伊藤祐民は、1918年（大正7年）から覚王山日暹寺の隣接地で別荘「揚輝荘」の建築を始めた。
1963年（昭和38年）4月に名古屋市営地下鉄東山線が池下駅から東山公園駅まで延伸し、覚王山電停の近くに覚王山駅が設けられた。2年後の1965年3月には経営合理化のため、地下鉄と並行する名古屋市電覚王山線の今池電停から覚王山電停までが廃止された。以来、地下鉄覚王山駅を中心に現代的な街が形成されている。

### 年表
- 1904年（明治37年） - 覚王山日暹寺（現在の覚王山日泰寺）が創建される。
- 1911年（明治44年） - 名古屋電気鉄道覚王山線（後の名古屋市電覚王山線）が開通する。
- 1918年（大正7年） - 揚輝荘に茶室「三賞亭」が移築される。
- 1963年（昭和38年） - 名古屋市営地下鉄東山線が池下駅から東山公園駅まで延伸し、覚王山駅が開業する。

## 交通

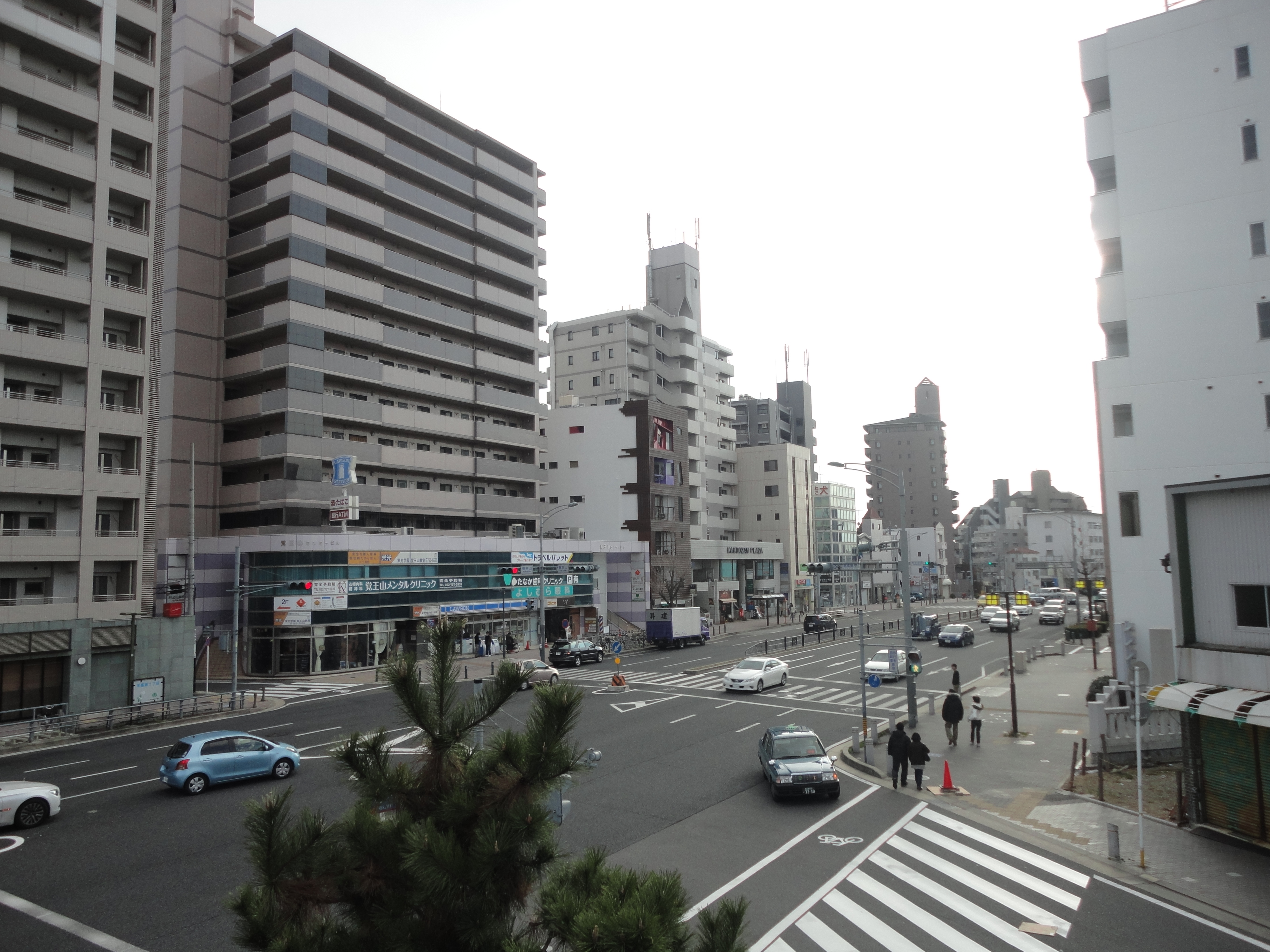
覚王山交差点

東西に広小路通（愛知県道60号名古屋長久手線）が通り、覚王山交差点で北東に覚王山日泰寺への参道が分岐する。
広小路通に並行して名古屋市営地下鉄東山線が通り、覚王山交差点の東に覚王山駅が設けられている。